# ニコラス・ケンマー

ニコラス・ケンマー

ニコラス・ケンマー（Nicholas Kemmer、1911年7月12日 - 1998年10月21日）はロシア生まれで、スイス、イギリスで活躍した理論物理学者である｡パイオンとアイソスピンなどの理論に貢献した。
サンクトペテルブルクに生れた。1922年に両親はドイツに亡命した。ゲッティンゲン大学を卒業した。1932年から1936年までチューリッヒ大学でヴォルフガング・パウリのもとで学び、その後1938年に移民としてイギリスに渡り、インペリアル・カレッジに移った。第二次世界大戦中は戦時研究でケンブリッジ、カナダなどで研究し、1946年からケンブリッジ大学の教授になった。1953年から1979年までエディンバラ大学の数理物理の教授を務めた。

## 受賞歴
- 王立協会フェロー （1956年）[2]
- ヒューズ・メダル （王立協会、1966年）
- オッペンハイマー記念賞 （マイアミ大学、1975年）
- マックス・プランク・メダル （ドイツ物理学会、1983年）
- Gunning Victoria Jubilee Prize Lectureship （エディンバラ王立協会、1985年）